# Jonah Hill
Jonah Hill Feldstein (Los Angeles, 1983. december 20. –) amerikai színész, filmrendező, filmproducer, forgatókönyvíró és komikus.
Olyan filmvígjátékokból ismert, mint a Superbad, avagy miért ciki a szex? (2007), a Felkoppintva (2007), a Lepattintva (2008), a Ki nevet a végén? (2009), a Felhangolva (2010), a 21 Jump Street – A kopasz osztag (2012), az Itt a vége (2013) és a 22 Jump Street – A túlkoros osztag (2014). Emellett drámai filmekben is szerepelt: a Pénzcsináló (2011) és A Wall Street farkasa (2013) című filmekben. Ezekért Oscar-díjra jelölték, mint legjobb férfi mellékszereplő.
2014 júniusától 2015 júniusáig a 28. helyet foglalta el a Forbes magazin legjobban fizetett színészeinek listáján, 16 millió dollárral. 2020-ban egy elemzésből kiderült, hogy filmjeiben Hill minden más színésznél többet káromkodott. Forgatókönyvíróként közreműködött a 21 Jump Street – A kopasz osztag, a 22 Jump Street – A túlkoros osztag, a Virsliparti és a Miért pont Ő? című filmek elkészítésében. 2018-ban A mániákus című Netflix-minisorozatban szerepelt. Ugyanebben az évben elsőfilmes rendezőként saját forgatókönyvéből rendezte meg A gördeszkások című filmdrámáját.
Szinkronszínészként is tevékenykedik, olyan animációs filmekben szinkronizált, mint a Horton (2008), a Megaagy (2010), az Így neveld a sárkányodat (2010–2019), A Lego-kaland (2014) és A Lego-kaland 2. (2019).

## Fiatalkora és tanulmányai
1983. december 20-án született Los Angelesben (Kalifornia), Sharon Lyn jelmeztervező és Richard Feldstein, a Guns N’ Roses könyvelőjének fiaként. Van egy húga, Beanie Feldstein színésznő (1993); testvérük Jordan Feldstein (1977–2017), aki Robin Thicke és a Maroon 5 zenei menedzsere volt, egészen 40 éves korában bekövetkezett hirtelen haláláig (tüdőembóliában hunyt el). Szülei eredetileg Long Island-i (New York) származásúak voltak, a család gyakran a Catskill-hegységben nyaralt. Los Angelesben a módos Cheviot Hills-ben nőtt fel ahol jelenleg is él. A Nyugat-Hollywood-i Center for Early Education, a brentwoodi Brentwood School és a Santa Monica-i Crossroads School iskolákba járt. A Hot Rod gördeszkaboltban dolgozott a Westwood Blvd-n, Los Angelesben. Miután befejezte a középiskolát 2002-ben, a New York-i The New Schoolba és a Colorado Boulder Egyetemre járt, de nem szerzett diplomát.
Zsidó származású.

## Magánélete
2011 júliusában Hill jelentősen vékonyabb külsővel jelent meg az ESPN ESPY Awards díjátadó gáláján – állítása szerint 18 kg-ot fogyott. Később kijelentette, hogy a komolyabb szerepek érdekében fogyott le. Elmondása alapján konzultált edzővel és táplálkozási szakemberrel, valamint főként sushiból álló étrendre váltott. A brazil dzsúdzsucut is gyakorolja, mely saját bevallása szerint "alázatra tanítja".
2019 októberében eljegyezte Gianna Santost, de 2020 októberében szakítottak.

## Filmográfia

### Film

#### Rendező, író és producer
| Év   | Magyar cím                         | Eredeti cím      | Feladatkör | Feladatkör | Feladatkör   | Megjegyzések   |
| Év   | Magyar cím                         | Eredeti cím      | Rendező    | Író        | Producer     | Megjegyzések   |
| ---- | ---------------------------------- | ---------------- | ---------- | ---------- | ------------ | -------------- |
| 2007 |                                    | HJ Train         | Igen       | Igen       | Igen         | rövidfilm      |
| 2009 | Brüno                              | Brüno            | Nem        | Nem        | Társproducer |                |
| 2011 | A bébisintér                       | The Sitter       | Nem        | Nem        | Vezető       |                |
| 2012 | 21 Jump Street – A kopasz osztag   | 21 Jump Street   | Nem        | Sztori     | Vezető       |                |
| 2014 | 22 Jump Street – A túlkoros osztag | 22 Jump Street   | Nem        | Sztori     | Igen         |                |
| 2016 | Virsliparti                        | Sausage Party    | Nem        | Sztori     | Vezető       |                |
| 2017 | Miért pont Ő?                      | Why Him?         | Nem        | Sztori     | Igen         |                |
| 2018 | A gördeszkások                     | Mid90s           | Igen       | Igen       | Igen         |                |
| 2019 | Richard Jewell balladája           | Richard Jewell   | Nem        | Nem        | Igen         |                |
| 2022 | A Phil Stutz-módszer               | Stutz            | Igen       | Nem        | Igen         | dokumentumfilm |
| 2022 |                                    | This Place Rules | Nem        | Nem        | Igen         | dokumentumfilm |
| 2023 | A magadfélék                       | You People       | Nem        | Társíró    | Igen         |                |
| 2024 |                                    | Y2K              | Nem        | Nem        | Igen         |                |
| TBA  |                                    | Outcome          | Igen       | Társíró    | Igen         | előkészületben |

#### Színész
| Év   | Magyar cím                         | Eredeti cím                                    | Szerep                                     | Magyar hang      | Rendező                              |
| ---- | ---------------------------------- | ---------------------------------------------- | ------------------------------------------ | ---------------- | ------------------------------------ |
| 2004 | Multik haza!                       | I ♥ Huckabees                                  | Bret Hooten                                | Szvetlov Balázs  | David O. Russell                     |
| 2005 | 40 éves szűz                       | The 40-Year-Old Virgin                         | eBay vásárló                               | Szvetlov Balázs  | Judd Apatow (1.)                     |
| 2006 | A nagyi szeme fénye                | Grandma's Boy                                  | Barry                                      | Simonyi Balázs   | Nicholaus Goossen                    |
| 2006 | Távkapcs                           | Click                                          | Ben Newman 17 évesen (cameo)               | Szvetlov Balázs  | Frank Coraci                         |
| 2006 | Felvéve                            | Accepted                                       | Sherman Schrader                           | Szvetlov Balázs  | Steve Pink                           |
| 2006 | Szerepszemle                       | 10 Items or Less                               | Packy                                      | Szvetlov Balázs  | Brad Silberling                      |
| 2007 |                                    | Rocket Science                                 | Junior Philosopher                         |                  | Jeffrey Blitz                        |
| 2007 | Felkoppintva                       | Knocked Up                                     | önmaga                                     | Kerekes József   | Judd Apatow (2.)                     |
| 2007 | Evan, a minden6ó                   | Evan Almighty                                  | Eugene "Gene" Tannenbaum                   | Szvetlov Balázs  | Tom Shadyac                          |
| 2007 | Superbad, avagy miért ciki a szex? | Superbad                                       | Seth                                       | Szvetlov Balázs  | Greg Mottola                         |
| 2007 | A lankadatlan – A Dewey Cox sztori | Walk Hard: The Dewey Cox Story                 | idősebb Nate Cox (stáblistán nem szerepel) | Elek Ferenc      | Jake Kasdan                          |
| 2008 | Vadbarmok                          | Strange Wilderness                             | Cooker                                     | Bodrogi Attila   | Fred Wolf                            |
| 2008 | Horton                             | Horton Hears a Who!                            | Tommy (hangja)                             | Előd Álmos       | Jimmy Hayward                        |
| 2008 | Lepattintva                        | Forgetting Sarah Marshall                      | Matthew, a pincér                          | Kerekes József   | Nicholas Stoller (1.)                |
| 2008 | Csak egy kis kurázsi               | Just Add Water                                 | Eddie                                      | Nagy Viktor      | Hart Bochner                         |
| 2009 | Éjszaka a múzeumban 2.             | Night at the Museum: Battle of the Smithsonian | Brundon, a biztonsági őr                   | Kerekes József   | Shawn Levy                           |
| 2009 | Ki nevet a végén?                  | Funny People                                   | Leo Koening                                | Szvetlov Balázs  | Judd Apatow (3.)                     |
| 2009 | Lódító hódító                      | The Invention of Lying                         | Frank                                      | Bodrogi Attila   | Matthew Robinson                     |
| 2010 | A furcsa srác                      | Cyrus                                          | Cyrus                                      | Minárovits Péter | Mark Duplass                         |
| 2010 | Felhangolva                        | Get Him to the Greek                           | Aaron Green                                | Szvetlov Balázs  | Nicholas Stoller (2.)                |
| 2010 | Így neveld a sárkányodat           | How to Train Your Dragon                       | Takonypóc (hangja)                         | Berkes Bence     | Chris Sanders                        |
| 2010 | Megaagy                            | Megamind                                       | Titán (hangja)                             | Minárovits Péter | Tom McGrath                          |
| 2011 | Pénzcsináló                        | Moneyball                                      | Peter Brand                                | Elek Ferenc      | Bennett Miller                       |
| 2011 | A bébisintér                       | The Sitter                                     | Noah Griffith                              | Minárovits Péter | David Gordon Green                   |
| 2012 | 21 Jump Street – A kopasz osztag   | 21 Jump Street                                 | Morton Schmidt                             | Elek Ferenc      | Phil Lord és Christopher Miller (1.) |
| 2012 | Kertvárosi kommandó                | The Watch                                      | Franklin                                   | Kovács Lehel     | Akiva Schaffer                       |
| 2012 | Django elszabadul                  | Django Unchained                               | Csuklyás (cameo)                           | Elek Ferenc      | Quentin Tarantino                    |
| 2013 | A Wall Street farkasa              | The Wolf of Wall Street                        | Donnie Azoff                               | Elek Ferenc      | Martin Scorsese                      |
| 2013 | Itt a vége                         | This Is the End                                | önmaga                                     | Elek Ferenc      | Evan Goldberg                        |
| 2013 | Itt a vége                         | This Is the End                                | önmaga                                     | Elek Ferenc      | Seth Rogen                           |
| 2014 | A Lego-kaland                      | The Lego Movie                                 | Zöld Lámpás (hangja)                       | Csőre Gábor      | Phil Lord és Christopher Miller (2.) |
| 2014 | Így neveld a sárkányodat 2.        | How to Train Your Dragon 2                     | Takonypóc (hangja)                         | Berkes Bence     | Dean Deblois (1.)                    |
| 2014 | 22 Jump Street – A túlkoros osztag | 22 Jump Street                                 | Morton Schmidt                             | Elek Ferenc      | Phil Lord és Christopher Miller (3.) |
| 2015 | Igaz történet                      | True Story                                     | Michael Finkel                             | Hevér Gábor      | Rupert Goold                         |
| 2016 | Virsliparti                        | Sausage Party                                  | Carl (hangja)                              | Minárovits Péter | Conrad Vernon                        |
| 2016 | Haverok fegyverben                 | War Dogs                                       | Efraim Diveroli                            | Elek Ferenc      | Todd Phillips                        |
| 2016 | Ave, Cézár!                        | Hail, Caesar!                                  | Joseph Silverman                           | Elek Ferenc      | Joel és Ethan Coen                   |
| 2017 | Lego Batman – A film               | The Lego Batman Movie                          | Zöld Lámpás (hangja)                       | Bor László       | Chris McKay                          |
| 2018 | Nyugi, gyalog nem jut messzire     | Don't Worry, He Won't Get Far on Foot          | Donnie Green                               | Elek Ferenc      | Gus Van Sant                         |
| 2019 | Így neveld a sárkányodat 3.        | How to Train Your Dragon: The Hidden World     | Takonypóc (hangja)                         | Berkes Bence     | Dean DeBlois (2.)                    |
| 2019 | A Lego-kaland 2.                   | The Lego Movie 2: The Second Part              | Zöld Lámpás (hangja)                       | Csőre Gábor      | Mike Mitchell                        |
| 2019 | Túltolva                           | The Beach Bum                                  | Lewis                                      | Elek Ferenc      | Harmony Korine                       |
| 2021 | Ne nézz fel!                       | Don't Look Up                                  | Jason Orlean                               | Elek Ferenc      | Adam McKay                           |
| 2023 | A magadfélék                       | You People                                     | Ezra Cohen                                 | Elek Ferenc      | Kenya Barris                         |

### Televízió
| Év        | Magyar cím                                         | Eredeti cím                                  | Szerep                             | Megjegyzések                                                    |
| --------- | -------------------------------------------------- | -------------------------------------------- | ---------------------------------- | --------------------------------------------------------------- |
| 2004      | New York rendőrei                                  | NYPD Blue                                    | hivatalnok                         | 1 epizód                                                        |
| 2006      |                                                    | Campus Ladies                                | srác                               | 7 epizód                                                        |
| 2007      |                                                    | Clark and Michael                            | Derek                              | 1 epizód                                                        |
| 2007      |                                                    | Human Giant                                  | vásárló                            | 1 epizód                                                        |
| 2007      |                                                    | Wainy Days                                   | Neil                               | 2 epizód                                                        |
| 2008–2018 | Saturday Night Live                                | Saturday Night Live                          | önmaga (házigazda)                 | 5 epizód                                                        |
| 2009      |                                                    | Tim and Eric Awesome Show, Great Job!        | John A. Hill                       | 1 epizód                                                        |
| 2009      | Reno 911! – Zsaruk bevetésen                       | Reno 911!                                    | Daniel Shaheen                     | 1 epizód                                                        |
| 2009      | A Simpson család                                   | The Simpsons                                 | Andy Hamilton (hangja)             | 1 epizód                                                        |
| 2010      | Így neveld csonttörő sárkányodat                   | Legend of the Boneknapper Dragon             | Takonypóc (hangja)                 | rövidfilm                                                       |
| 2011      |                                                    | Allen Gregory                                | Allen Gregory / Guillermo (hangja) | - hét epizód - társalkotó, forgatókönyvíró - és vezető producer |
| 2013      |                                                    | Comedy Central Roast of James Franco         | önmaga                             | különkiadás                                                     |
| 2017      | Állatok                                            | Animals.                                     | elnök (hangja)                     | 1 epizód                                                        |
| 2018      | A mániákus                                         | Maniac                                       | Owen Milgrim                       | - minisorozat (tíz epizód) - vezető producer                    |
| 2018      | A borzongató igazság                               | The Shivering Truth                          | Chaos Beknownst (hangja)           | 1 epizód                                                        |
| 2020      | Félig üres                                         | Curb Your Enthusiasm                         | önmaga                             | 1 epizód                                                        |
| 2022      | Győzelmi sorozat: A Lakers dinasztia felemelkedése | Winning Time: The Rise of the Lakers Dynasty | nem szerepel                       | rendező (1 epizód)                                              |
| 2024–     | Virsliparty: Utápia                                | Sausage Party: Foodtopia                     | nem szerepel                       | vezető producer                                                 |

## Fordítás
- Ez a szócikk részben vagy egészben  a   Jonah Hill című angol Wikipédia-szócikk fordításán alapul.  Az eredeti cikk szerkesztőit annak laptörténete sorolja fel. Ez a jelzés csupán a megfogalmazás eredetét és a szerzői jogokat jelzi, nem szolgál a cikkben szereplő információk forrásmegjelöléseként.